# Cabera nivea
Cabera nivea là một loài bướm đêm trong họ Geometridae.